# Kick (2014)
Kick é um filme de ação produzido na Índia, dirigido por Sajid Nadiadwala e lançado em 2014.